# 阿標特斯站
阿標特斯站（英語：Arbutus Station）是加拿大卑詩省溫哥華架空列車千禧線一座建設中的車站，為運輸聯線收費架構中一號收費區的其中一個車站。此站位於溫哥華市基斯蘭奴社區，百老匯街和阿標特斯街的交界處附近，並連接附近的阿標特斯綠道。
在百老匯街延線完成後，此站將取代溫哥華社區學院－克拉克站成為千禧線的西端終點站。站外將會附設一個巴士總站，供乘客轉乘巴士前往周邊社區，而99號巴士將會縮短服務路線並以此站為東端終點站。屆時，前往卑詩大學的乘客須於此站轉乘99號巴士。
本站原訂於2025年開幕，但後來卑詩省政府於2022年11月宣布因有工人罷工，啟用時間延誤至2026年初。

## 車站設計

### 樓層
| S | 地面     | 出入口、自動售票機、驗票閘門               |
| T | 1號月台  | 千禧線落客月台                             |
| T | 島式月台 |                                            |
| T | 2號月台  | 千禧線往拉法基湖－道格拉斯站（南加蘭護站） |

## 接駁交通
現時下列巴士線駛經阿標特斯站：
| 巴士站編號                   | 服務路線                                                |
| ---------------------------- | ------------------------------------------------------- |
| 百老匯街夾阿標特斯街（西行） | 99號巴士，往卑詩大學方向                                |
| 百老匯街夾紫杉街（西行）     | 9號巴士，往亞馬街方向 N17號深宵巴士，往卑詩大學方向     |
| 百老匯街夾阿標特斯街（東行） | 9號巴士，往界限街方向 N17號深宵巴士，往溫哥華市中心方向 |
| 百老匯街夾紫杉街（東行）     | 99號巴士，往金馬素-百老匯站方向                         |